# Federico San Emeterio
Federico San Emeterio (Sierra de Ibio, 16 maart 1997) – voetbalnaam Fede – is een Spaans voetballer die bij voorkeur als defensieve middenvelder speelt. Hij staat onder contract bij Real Valladolid, dat hem overnam van Sevilla B. Hij is de tweelingbroer van Borja San Emeterio.

## Clubcarrière
Fede sloot zich op tienjarige leeftijd aan in de jeugdacademie van Racing Santander. Op 14 januari 2014 debuteerde hij in de hoofdmacht in de Copa del Rey tegen UD Almería. Op 10 mei 2014 maakte hij zijn competitiedebuut tegen Coruxo. In 2014 promoveerde Fede met de club naar de Segunda División. Hij speelde 34 competitiewedstrijden tijdens het seizoen 2014/15, maar kon niet voorkomen dat zijn team op een degradatieplaats eindigde. In 2016 sloot Fede zich aan bij Sevilla FC om daar in het tweede elftal te spelen. In 2018 vertrok hij naar Real Valladolid, dat hem eerst een seizoen verhuurde aan Granada CF.

## Interlandcarrière
Fede debuteerde in 2015 voor Spanje –19.